# Drecke
Drecke ist eine Ortschaft in der Gemeinde Wipperfürth im Oberbergischen Kreis im Regierungsbezirk Köln in Nordrhein-Westfalen (Deutschland).

## Lage und Beschreibung
Der Ort liegt im Süden der Stadt Wipperfürth im Tal des Drecker Baches und eines seiner Nebengewässer. Nachbarorte sind Fürden, Kohlgrube, Wüstenhof und Thier.
Der Ort gehört zum Gemeindewahlbezirk 150 und damit zum Ortsteil Thier.

## Geschichte
Um 1445 wird der Ort erstmals unter der Bezeichnung Dreckke in einem Erbenregister genannt. Die Karte Topographia Ducatus Montani aus dem Jahre 1715 zeigt zwei Höfe und bezeichnet diese mit „Dreck“. Die Topographische Aufnahme der Rheinlande von 1825 zeigt auf umgrenztem Hofraum unter dem Namen Dreke vier getrennt voneinander liegende Grundrisse. In der Preußischen Uraufnahme von 1840 lautet die Ortsbezeichnung wieder Dreck. Ab der topografischen Karte der Jahre 1894 bis 1896 wird der heute gebräuchliche Ortsname Drecke verwendet.
Im Bereich der Ortschaft steht ein steinernes Wegekreuz aus dem Jahre 1853.

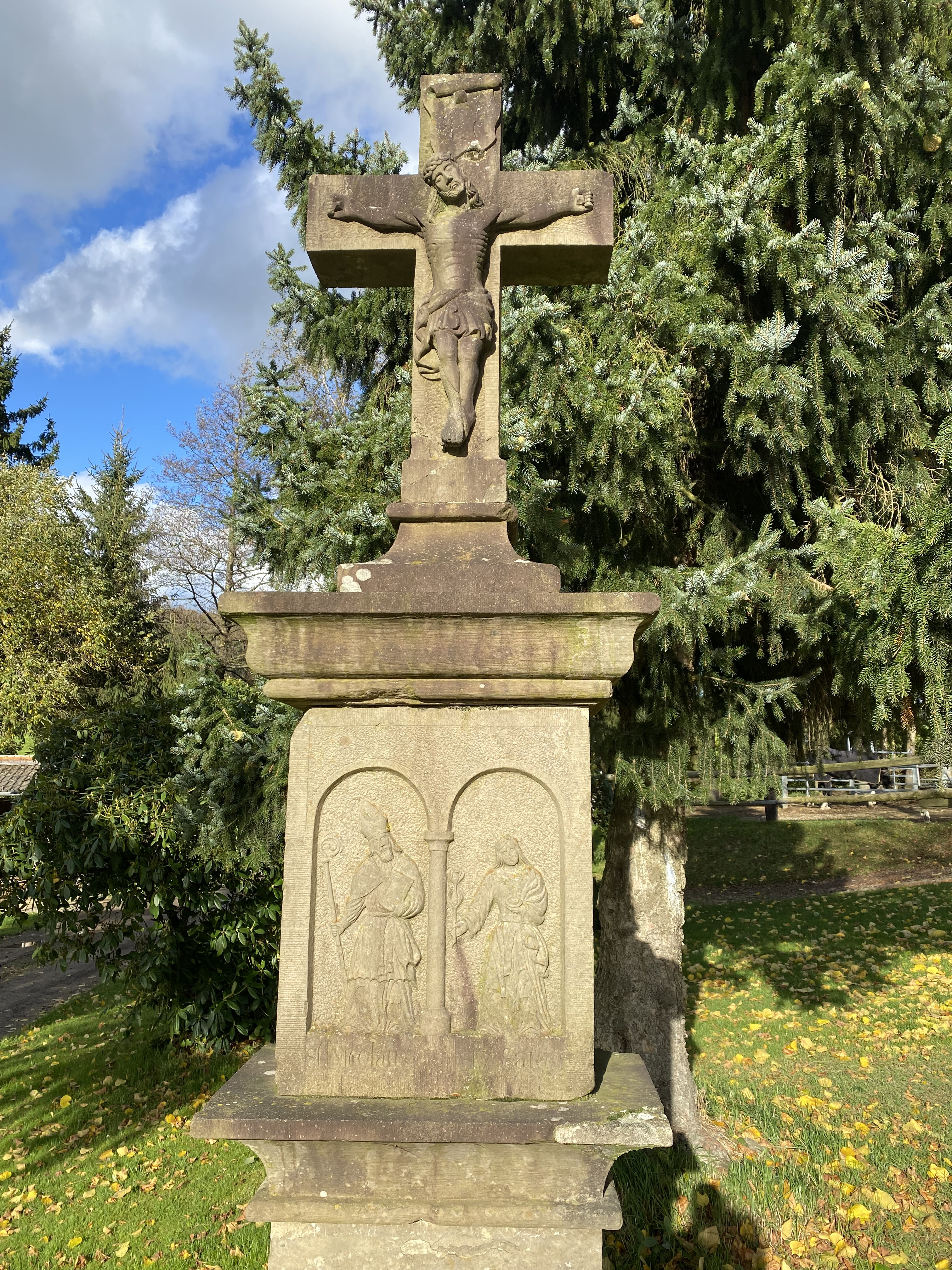
Wegekreuz (1853) in Drecke
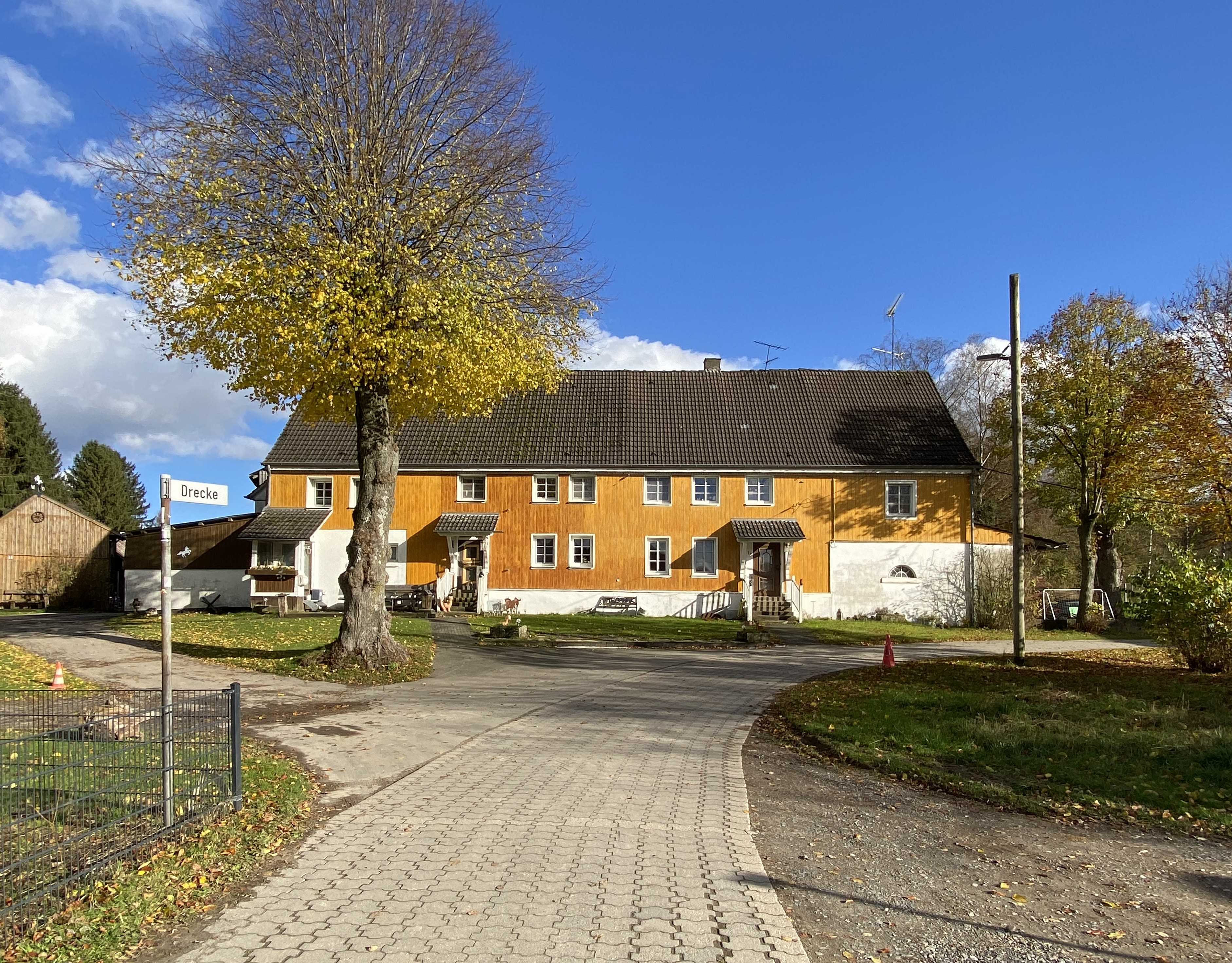
Hof Drecke

## Busverbindungen
Über die Haltestellen Fürden beziehungsweise Kohlgrube der Linien 426 und 429 (VRS/OVAG) ist Drecke an den öffentlichen Personennahverkehr angebunden.

## Wanderwege
Der vom SGV ausgeschilderte Rundweg Thier und der Ortswanderweg von Wipperfürth nach Thier führen durch den Ort.